# 斗拉特别奥里地
|  |

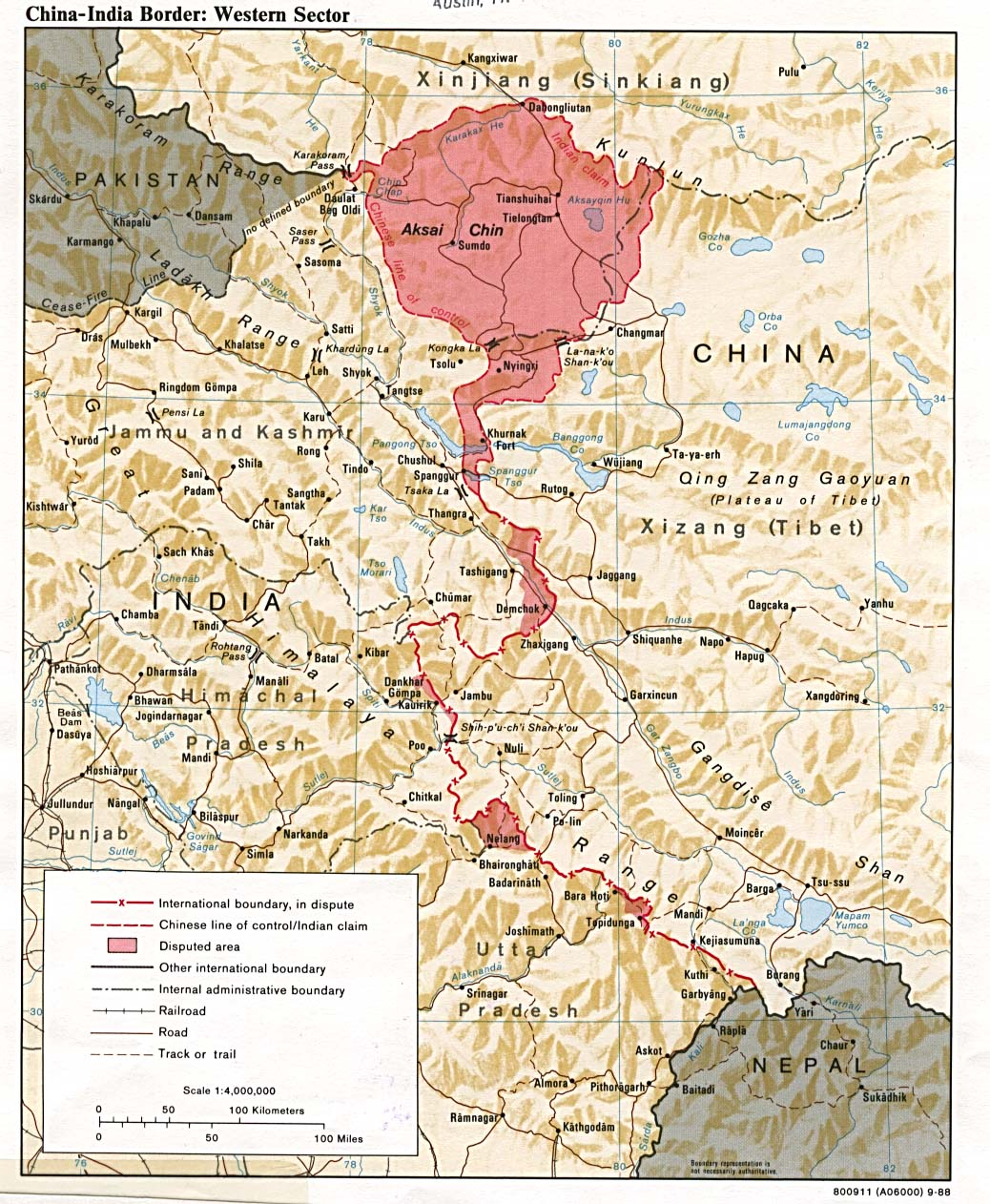
斗拉特别奥里地位于拉达克极北部.

斗拉特别奥里地 (Daulat Beg Oldi, DBO)，字面意思是“老爺去世之地”。该地现在属于印度拉达克，距中印实际控制线约9公里，历史上是新疆与大、小西藏〔拉达克、巴尔蒂斯坦〕以及克什米尔贸易丝绸之路上的一个扎营歇脚点，如今是印度边防部队的军营，印度的世界海拔最高〔5065米〕的前沿机场也在此处，在其南面不远，奇普恰普河从东向西，穿过中印实控线，汇入什约克河。

## 地理
斗拉特别奥里地位于寒冷的沙漠地区，靠近喀喇昆仑山脉的最东端,印度的极北部。距喀喇昆仑山口约8 km，位于阿克赛钦之间的实际控制线西北9 km。
除了锡亚琴冰川的军事基地，斗拉特别奥里地是印度最北端有建筑的地方了。最近的有人居住的小镇是其南部的穆尔古木尔格〔藏语，意思是“死亡之门”；Murgo〕村，该村的居民为巴尔蒂人，以杏种植业和饲养牦牛为生。
2001年，印度政府首次宣布计划修建列城-斗拉特别奥里地公路。
斗拉特别奥里地冬季气温可低至-50℃，寒风肆虐。DBO甚少植被和野生动物。只有通过国际海事卫星组织（卫星）手机才能通信。

## 历史
命名的由来：1533年，新疆的一个古国叶尔羌汗国可汗萨亦德征战麻域（今印度拉达克及西藏阿里地区）在回国时从喀喇昆仑山口走患高山症，并死在这个地方。为了纪念他，就把该地命名为“斗拉特别奥里地”，其字面突厥文意思是“贵族贝伊去世之地”。该地是往返印度和中亚〔古代的丝绸之路之一〕的商人的驼队的歇脚点。1962年中印战争，结束了大部分的跨境贸易，此处的印度和中国边界被关闭。在近代，这个地方还没有过永久性居民点。
2013年4月，距斗拉特别奥里地东南约30 km的地方，发生了斗拉特别奥里地事件，解放军规模约一个排的队伍在此建立了一个营地，与印度在此的DBO驻军对峙。印度最初声称，中国边防军侵入了实控线印度一侧10 km，后来又修改为19 km，并声称中国的武装直升机侵犯了印度领空。 5月上旬，双方撤回各自的部队，事件结束。

## 前沿机场
印军在斗拉特别奥里地设有直升机停机坪和砾石路面的固定翼飞机跑道，是世界上海拔最高的机场跑道。使用安-32飞机为驻扎在附近的军队提供后勤支援。该前沿机场建立于1962年的中印冲突期间，首次由C.K.S Raje驾驶美国制造的C-82 固定翼飞机创造了在世界上海拔最高的机场降落的纪录。1966年，地震造成斗拉特别奥里地前沿机场表面土壤松动，使得该地区不再适合固定翼飞机着陆，机场被迫关闭。43年之后，2008年5月31日，经过修缮，以印度空军俄国制造的安-32飞机成功在此降落为标志，斗拉特别奥里地前沿机场重启。

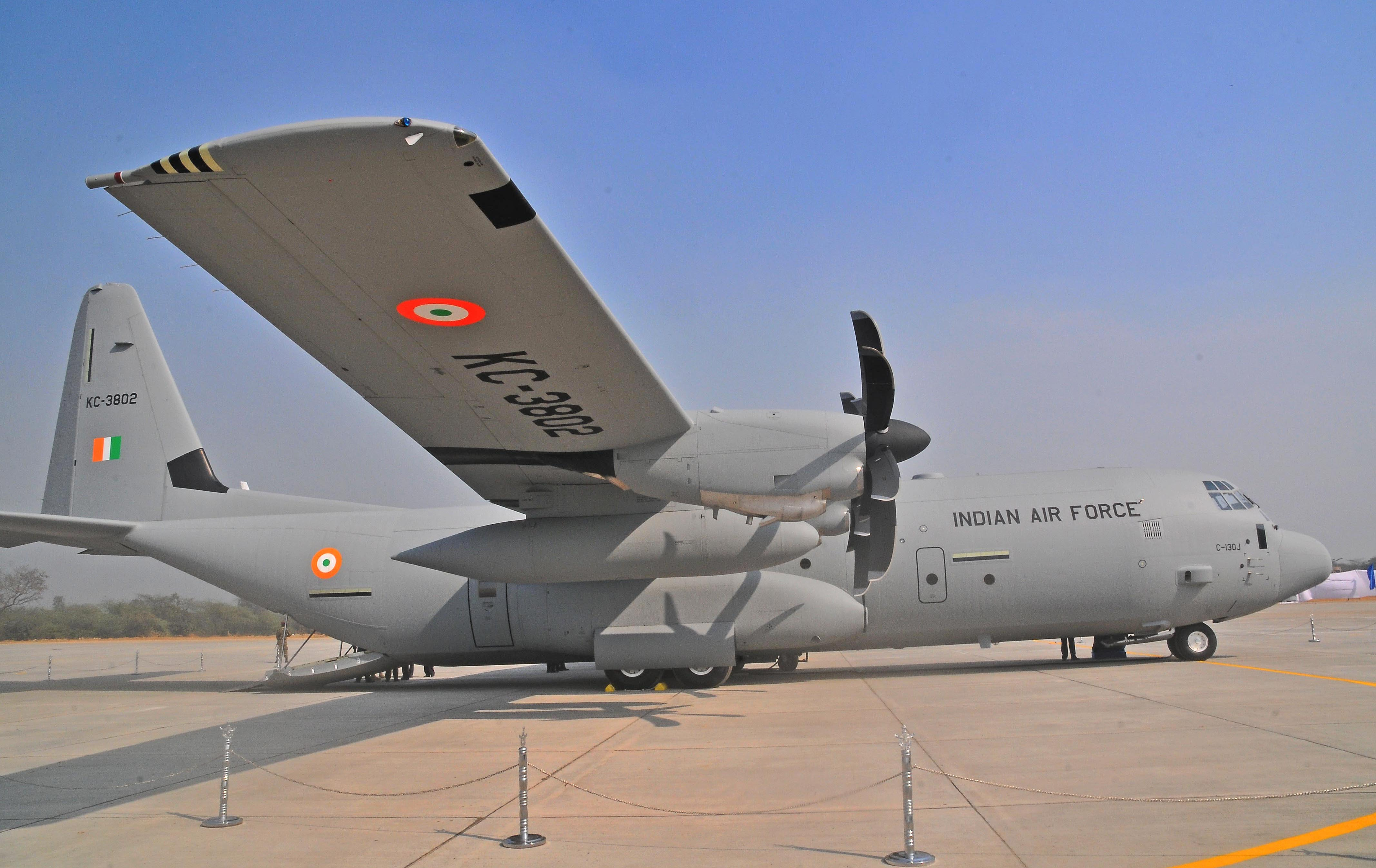
印度空军的C-130J 超级大力神飞机

2013年8月20日，印度空军刚刚从美国引进的C-130J 超级大力神飞机成功降落于斗拉特别奥里地前沿机场，再次创造了中型运输机在世界上海拔最高的机场降落的历史纪录。